# Stanisław Opiela
Stanisław Opiela (ur. 7 kwietnia 1938 w Majdanie-Sielec, zm. 29 czerwca 2020 w Warszawie) – polski jezuita, dziennikarz, były prowincjał prowincji wielkopolsko-mazowieckiej Towarzystwa Jezusowego, były redaktor naczelny miesięcznika „Przegląd Powszechny”.

## Życiorys
Do zakonu wstąpił w 1954, święcenia kapłańskie przyjął 27 czerwca 1970, śluby wieczyste złożył 23 marca 1979. Ukończył filologię polską na Uniwersytecie im. Adama Mickiewicza w Poznaniu, a na Papieskim Uniwersytecie Gregoriańskim obronił pracę doktorską z filozofii.
W latach 1973–1974 pracował w sekcji polskiej Radia Watykańskiego. W 1982 został redaktorem naczelnym wznowionego po 29 latach „Przeglądu Powszechnego” i kierował nim do 1991. W 1982 był kapelanem internowanych w Białołęce. Równocześnie od 8 kwietnia 1985 do 19 marca 1991 był Przełożonym Prowincji Wielkopolsko-Mazowieckiej Towarzystwa Jezusowego. Od 1992 do 2000 był przełożonym Niezależnego Regionu Rosyjskiego Towarzystwa Jezusowego, starając się odbudować struktury jezuitów w Rosji po upadku komunizmu. Już we wrześniu 1992 doprowadził do cywilnej rejestracji zakonu, co zalegalizowało jego działalność na ziemiach rosyjskich po 172 latach. W latach 1998–2000 był sekretarzem Konfederacji Biskupów Federacji Rosyjskiej. Latem 2000 roku odmówiono mu wizy rosyjskiej i powrócił do Polski. Następnie pracował m.in. w Katolickim Biurze Informacji i Inicjatyw Europejskich (OCIPE) w Strasburgu. 
Zmarł 29 czerwca 2020 roku. 